# Horseshoe Lake
Horseshoe Lake é uma cidade  localizada no estado americano de Arkansas, no Condado de Crittenden.

## Demografia
Segundo o censo americano de 2000, a sua população era de 321 habitantes.
Em 2006, foi estimada uma população de 301, um decréscimo de 20 (-6.2%).

## Geografia
De acordo com o United States Census Bureau, a localidade tem uma área de 0,4 km², sem área coberta por água. Horseshoe Lake localiza-se a aproximadamente 64 m acima do nível do mar.

## Localidades na vizinhança
O diagrama seguinte representa as localidades num raio de 24 km ao redor de Horseshoe Lake.